# 琺瑯彩瓷

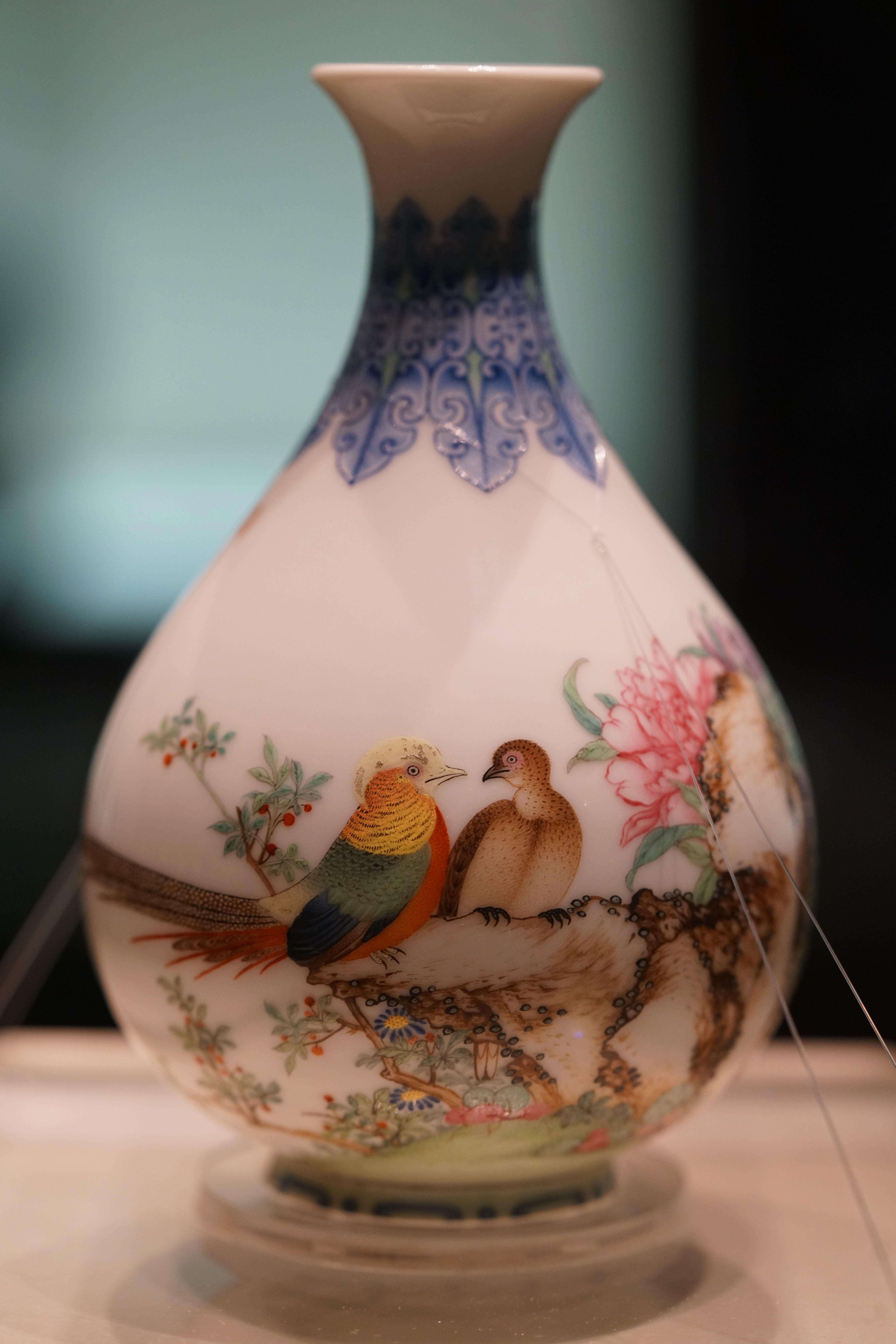
珐琅彩芍药雉鸡图玉壶春瓶（天津博物馆藏）

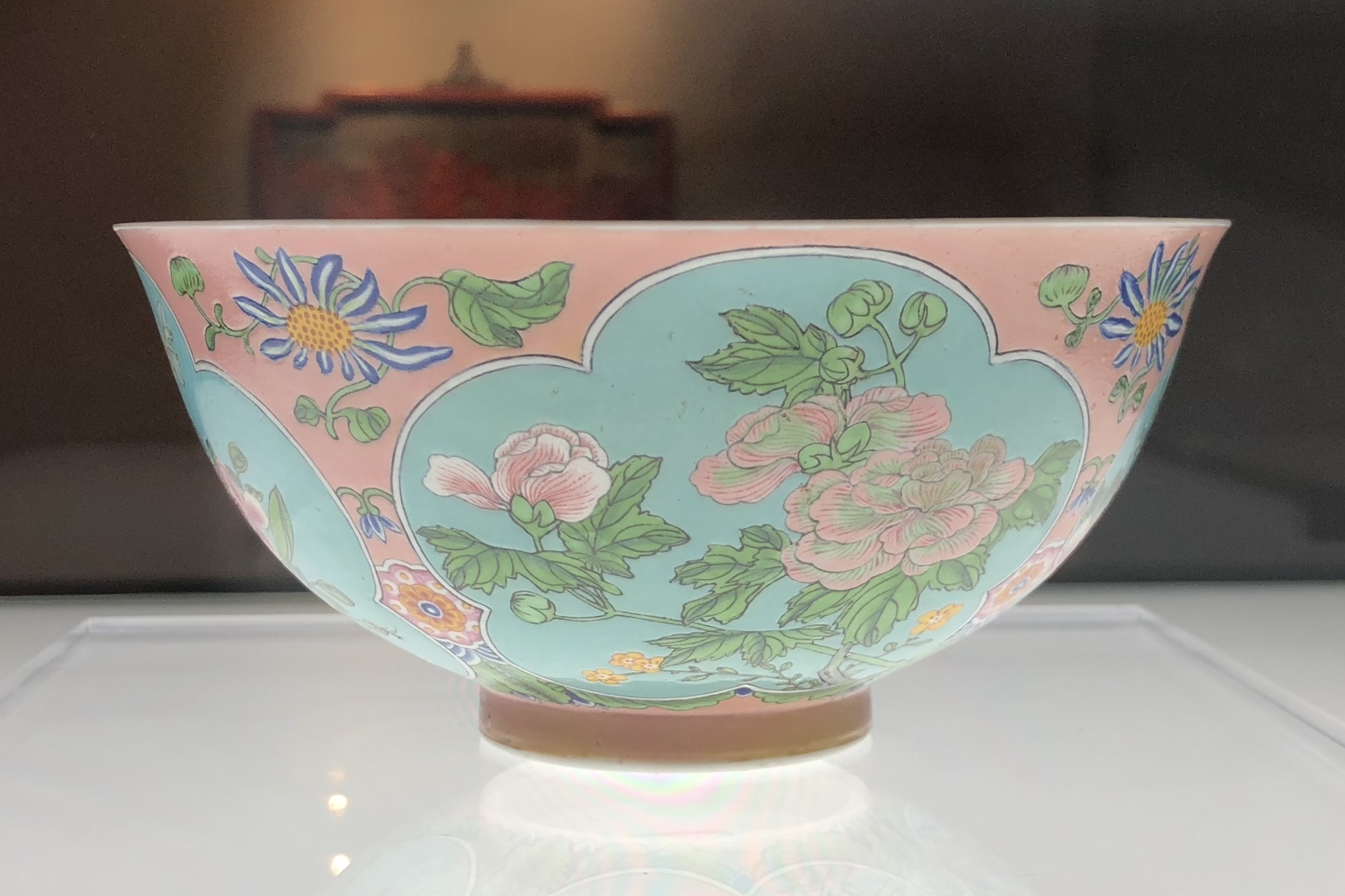
粉红地珐琅彩开光花卉碗

琺瑯彩瓷，學名「瓷胎畫琺瑯」，俗稱「古月軒」，是以琺瑯彩料在已經燒成的白地瓷胎上彩繪裝飾紋樣並再次燒製的瓷器。琺瑯彩瓷在中國古代所有瓷器品類中製備最精、產量最稀，且除去曾少量賞賜蒙古王公、達賴喇嘛等人外，一直為清廷獨佔。因此引來諸多藏家企羨，民國初年被譽為『至精極美，馳譽寰宇』。琺瑯彩瓷最主要的收藏機構是臺灣國立故宮博物院。

## 工藝特點
琺瑯彩瓷所用琺琅，最初被用於金屬胎琺琅器，即景泰藍。其成份為含鋁硅酸鹽與鉛、錫等重金屬氧化物的混合物。所用原料多數來自天然礦石，釉料呈現帶有光澤的不透明或半透明狀。

## 參與人員
由於琺瑯彩瓷祇生產過400件，並且全程在皇帝控制之下，所以參與人員可以考證。整理如下
- 燒煉琺瑯料的人員：主管是怡親王；經辦人為郎中海望、員外郎沈喻和唐英；宋七格負責全部煉製工作；鄧八格具體操作；胡大有吹釉；太監吳書也是主要的技術人員。
- 畫琺琅的畫家：宋三吉、張琦、鄺麗南、賀金昆、譚榮、林朝楷、郎士寧

## 品種
琺瑯彩瓷一直收藏於故宮端凝殿左右屋內，全部造冊登錄。

### 康熙
分為10種，共計16件。另有宜興胎畫琺瑯13種、18件，玻璃胎1種、1件。
1. 瓷胎畫琺瑯五彩西番花黃地大碗，康熙年製。（2件）
2. 瓷胎畫琺瑯五彩西番花紅地茶碗，康熙御製。（2件）
3. 瓷胎畫琺瑯西番花紅地盒，康熙御製。（1件）
4. 瓷胎畫琺瑯菱盤，康熙御製款。（1件）
5. 瓷胎畫琺瑯四季花藍地磬口碗，康熙御製，堆料款，有蓋。（1件）
6. 瓷胎畫琺瑯宮碗，康熙御製，有蓋。（1件）
7. 瓷胎畫琺瑯菊花白地小瓶，無款，有蓋。（1件）
8. 瓷胎畫琺瑯黃菊花白地茶碗，康熙御製，有蓋。（4件）
9. 瓷胎畫琺瑯西番蓮黃地盅，康熙御製，有蓋。（2件）
10. 瓷胎畫琺瑯花卉碗，康熙御製，有蓋。（1件）

### 雍正
1. 瓷胎畫琺瑯眉壽長春白地宮碗，雍正年製。（2件）
2. 瓷胎畫琺瑯五倫圖白地大碗，雍正年製。（2件）
3. 瓷胎畫琺瑯芝仙祝壽白地宮碗，雍正年製。（2件）
4. 瓷胎畫琺瑯節節雙喜白地宮碗，雍正年製。（2件）
5. 瓷胎畫琺瑯白梅花紅地宮碗，雍正年製。（2件）
6. 瓷胎畫琺瑯綠竹長春白地宮碗，雍正年製。（2件）
7. 瓷胎畫琺瑯眉壽白地宮碗，雍正年製。（2件）
8. 瓷胎畫琺瑯石榴花白地宮碗，雍正年製。（2件）
9. 瓷胎畫琺瑯茶梅花白地宮碗，雍正年製。（2件）
10. 瓷胎畫琺瑯錦堂春富貴白地宮碗，雍正年製。（2件）
11. 瓷胎畫琺瑯青綠山水白地宮碗，雍正年製。（2件）
12. 瓷胎畫琺瑯虎丘山水景白地大碗，雍正年製。（2件）
13. 瓷胎畫琺瑯時時報喜白地宮碗，雍正年製。（2件）
14. 瓷胎畫琺瑯墨牡丹白地宮碗，雍正年製。（2件）
15. 瓷胎畫琺瑯玉堂祝壽白地宮碗，雍正年製。（2件）
16. 瓷胎畫琺瑯五色菊花白地宮碗，雍正年製。（2件）
17. 瓷胎畫琺瑯青山水白地宮碗，雍正年製。（2件）
18. 瓷胎畫琺瑯九蓮獻瑞白地宮碗，雍正年製。（2件）
19. 瓷胎畫琺瑯花卉綠地宮碗，雍正年製。（2件）
20. 瓷胎畫琺瑯榴開百子白地宮碗，雍正年製。（2件）
21. 瓷胎畫琺瑯壽山福海白地大碗，雍正年製。（2件）
22. 瓷胎畫琺瑯諸子百家白地大碗，雍正年製。（2件）
23. 瓷胎畫琺瑯祝壽白地宮碗，雍正年製。（2件）
24. 瓷胎畫琺瑯五色牡丹白地大碗，雍正年製。（2件）
25. 瓷胎畫琺瑯墨山水白地宮碗，雍正年製。（2件）
26. 瓷胎畫琺瑯五色牡丹白地大宮碗，雍正年製。（2件）
27. 瓷胎畫琺瑯墨山水白地宮碗，雍正年製。（2件）
28. 瓷胎畫琺瑯久安長治白地大碗，雍正年製。（2件）
29. 瓷胎畫琺瑯五彩眉壽白地大碗，雍正年製。（2件）
30. 瓷胎畫琺瑯杏林春燕白地大碗，雍正年製。（2件）
31. 瓷胎畫琺瑯五彩西番花黃地大碗，雍正年製。（2件）
32. 瓷胎畫琺瑯五彩西番花黃地大碗，雍正年製。（1件）
33. 瓷胎畫琺瑯綠竹猗猗白地盅，雍正年製。（1件）
34. 瓷胎畫琺瑯節節雙喜白地茶壺，雍正年製。（2件）
35. 瓷胎畫紅地花卉茶盅，雍正御製。（2件）
36. 瓷胎畫琺瑯節節長春白地盅，雍正年製。（2件）
37. 瓷胎畫琺瑯青山白地六寸盤，雍正御製。（2件）
38. 瓷胎畫琺瑯時時報喜白地茶盅，雍正年製。（1件）
39. 瓷胎畫琺瑯四季花紅地盅，雍正御製。（2件）
40. 瓷胎畫琺瑯黃地綠竹酒盅，雍正年製。（2件）
41. 瓷胎畫琺瑯墨梅花白地四寸碟，雍正年製。（2件）
42. 瓷胎畫琺瑯桕樹八哥白地盅，雍正年製。（2件）
43. 瓷胎畫琺瑯洛陽萱草白地四寸碟，雍正年製。（2件）
44. 瓷胎畫琺瑯綠竹六寸盤，大清雍正年製。（2件）
45. 瓷胎畫琺瑯花卉茶盅，雍正年製。（1件）
46. 瓷胎畫琺瑯青山水白地茶壺，雍正年製。（1件）[9]
47. 瓷胎畫琺瑯黃地花卉六寸盤，大清雍正年製。（2件）
48. 瓷胎畫琺瑯玉堂富貴白地六寸碟，雍正年製。（2件）
49. 瓷胎畫琺瑯黃地梅竹六寸碟，大清雍正年製。（2件）
50. 瓷胎畫琺瑯白梅花紅地四寸碟，雍正年製。（2件）